# ヴァイスヴルスト

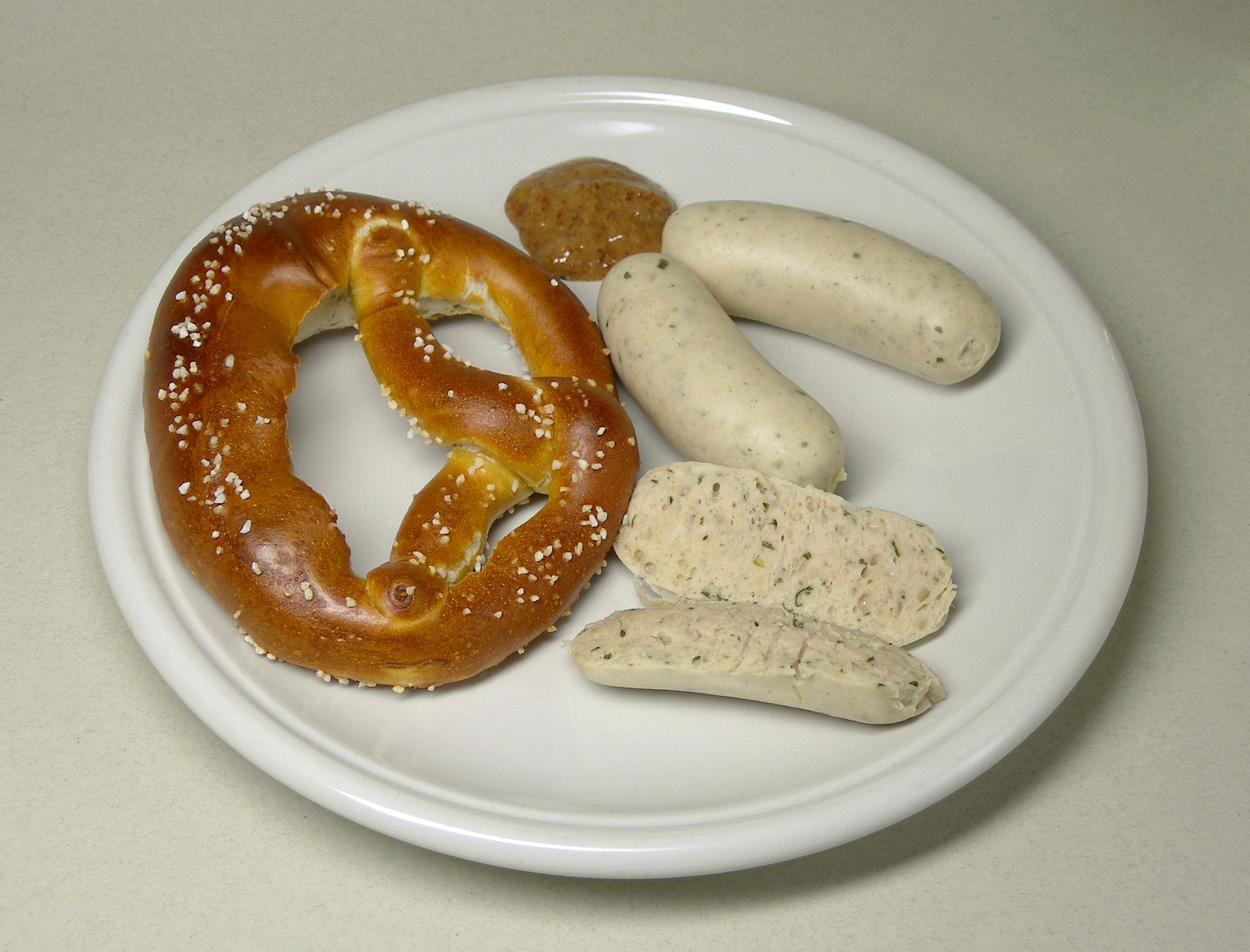
ヴァイスヴルストの伝統的な一皿

ヴァイスヴルスト（独: Weißwurst、『白いソーセージ』の意）は、ドイツ・バイエルン州の伝統的なソーセージで、よく挽いた仔牛肉、新鮮な豚肉のベーコンから作る。
通常は風味づけにパセリ、レモン、ナツメグ、タマネギ、ショウガ、カルダモンがさまざまなバリエーションで使用される。それらを混ぜ合わせて新鮮で清潔な豚腸に詰め、それぞれ長さ10～12センチ、太さ約2センチのソーセージに形づくられる。
ヴァイスヴルストは非常に傷みやすいため、早朝に準備して、朝食と昼食の間のスナックとするのが伝統的な食べ方である。「ソーセージは教会の正午の鐘を聞くことを許されない」ということわざがある。伝統的には、ヴァイスヴルストを正午までに供するのは肉を燻さないために過ぎないともいえるが、そのために新鮮なソーセージが毎日作られることになる。最新の冷蔵技術をもってしても、夏場はソーセージは夕暮れ前に味が落ちる。日没後にヴァイスヴルストを提供することが可能になった今日でさえ、ほとんどのバイエルンの人はヴァイスヴルストを正午までに食べる。
ヴァイスヴルストは、沸騰する前のお湯、ブイヨン、あるいは白ワインで約10分間温められ、グレーを帯びた白い色になるまで茹でる。このように変色するのは、発色剤としての亜硝酸塩がヴァイスヴルストに使用されていないためである。
ヴァイスヴルストは、茹で汁とともに大きなボウルに入れてテーブルに運ばれる。そうするとヴァイスヴルストが冷めにくい。ヴァイスヴルストは、皮を剥いて食される。
ヴァイスヴルストの伝統的食べ方（zuzeln）は、ソーセージの両端を切り落とし、皮から中身を吸い出すというやり方である。あるいは、ヴァイスヴルストをより上品に食べる一般的な食べ方としては、ソーセージの皮にだけ横に裂け目を入れ、肉をフォークで「転がし出す」、またはただソーセージをばらばらに引き裂いて中身を食べるというものである。
ヴァイスヴルストはよくバイエルン風の甘いマスタードを添えて供され、プレッツェルおよび白ビールと共に食す。
ヴァイスヴルストは、いろいろな食料品店や食肉解体処理場を通じ、真空パック・瓶詰・缶詰としても流通しており、国土ほとんど全域で入手は容易で輸出もされているにもかかわらず、ドイツでもバイエルン州以外で食されるのはまれである。ここから「ヴァイスヴルストの赤道」の語が生まれた。この語は、バイエルンに代表される南ドイツ地域の文化的独自性をユーモラスに表している。